# 呂寶
吕寶（？—392年），五胡十六國时代略阳（今甘肃天水）人，氐族，吕婆楼的儿子，吕光的弟弟。吕光割据凉州建立后凉，自称三河王。封吕寶为右将军。392年八月，吕光遣吕宝等东下攻西秦的金城，遭乞伏乾归反击大败，吕宝及将士万余人丧命，吕宝之子吕隆继位后，追尊吕宝为文帝，尊母亲即吕宝妻卫夫人为太后。
除吕隆外，还有儿子吕超、吕邈等。